# Cleistocactus reae
Cleistocactus reae är en kaktusväxtart som beskrevs av Martín Cárdenas Hermosa. Cleistocactus reae ingår i släktet Cleistocactus, och familjen kaktusväxter. Inga underarter finns listade i Catalogue of Life.